# Lucio Norberto Mansilla
Lucio Norberto Mansilla (Buenos Aires, 4 marzo 1792 – Buenos Aires, 10 aprile 1871) è stato un militare e politico argentino.

## Biografia
Combatté durante la prima invasione inglese del 1806 agli ordini di Santiago de Liniers. Nell'ottobre dello stesso anno prese parte alla missione che arrestò e destituì il viceré Rafael de Sobremonte. Nei primi giorni del luglio 1807 Mansilla si distinse nei combattimenti contro gli inglesi che erano ritornati ad attaccare Buenos Aires. Due anni dopo gli fu riconosciuto dalle autorità coloniali spagnole il titolo di agrimensore cosa che gli consentì di istituire un corso di matematica presso una scuola della città. Nel 1810 Mansilla aderì alla Rivoluzione di Maggio che sancì la fine della dominazione coloniale spagnola su Buenos Aires. Due anni dopo si unì alle forze di José Gervasio Artigas che nella Banda Oriental combatteva le truppe portoghesi. Successivamente passò sotto il comando José Rondeau impegnato ad assediare la piazzaforte realista di Montevideo. Nel maggio 1813 fu ferito durante l'assalto al forte di El Quilombo, lungo il Río Yaguarón.
Nel 1814 si arruolò nell'Esercito delle Ande, guidato dal generale José de San Martín, agli ordini del quale combatté a Chacabuco e a Talcahuano. Partecipò anche nello scontro decisivo di Maipú sotto il comando del colonnello Juan Gregorio de Las Heras. Una volta conclusa la campagna cilena Mansilla rientrò nella natia Buenos Aires.
Negli anni seguenti fu alleato del caudillo entrerriano Francisco Ramírez impegnato in un conflitto contro Artigas. Quando Ramírez però dichiarò l'indipendenza di Entre Ríos Mansilla ritirò le sue truppe ed il suo sostegno. Dopo la morte dello stesso Ramírez fu nominato governatore della provincia entrerriana. Durante il suo mandato, durato tre anni, cessò le ostilità con la limitrofa provincia di Santa Fe e firmò il trattato del Quadrilatero.
Nominato generale nel 1826, Mansilla prese parte alla guerra argentino-brasiliana sotto il comando del generale Carlos María de Alvear combattendo a Ituzaingó e a Camacuã.
Dopo il golpe che portò al potere il generale unitario Juan Lavalle evitò di prendere parte negli scontri che insanguinavano il paese sudamericano. Rimasto vedovo della prima moglie, nel 1831 sposò Agustina Ortiz de Rozas, sorella minore del caudillo Juan Manuel de Rosas. Nel 1834 fu nominato dal generale Juan José Viamonte capo della polizia di Buenos Aires. Con lo scoppio della guerra della Confederazione abbandonò quest'ultimo incarico per addestrare le truppe riserviste della provincia di Tucumán.
In seguito all'intervento delle truppe argentine durante la guerra civile uruguaiana una squadra navale anglo-francese penetrò dentro il Paraná. Mansilla fu incaricato di arrestare l'avanzata della flotta. Presso la località di Vuelta de Obligado egli fece estendere tra le due sponde del fiume tre grandi catene presso le cui estremità piazzò alcune batterie d'artiglieria. Dopo un iniziale scambio di colpi, durante il quale gli argentini erano riusciti a fermare temporaneamente le navi nemiche, le artiglierie poste lungo le rive terminarono le munizioni venendo così annientate e distrutte dagli anglo-francesi. Ciò consentì a quest'ultimi di iniziare uno sbarco per eliminare la restante parte delle forze argentine che ancora resisteva. A questo punto però Mansilla in persona guidò un assalto alla baionetta che respinse i nemici. Rimasto ferito al petto in quest'azione, lasciò il comando a Juan Bautista Thorne. Un secondo sbarco anglo-francese riuscì poi ad aver ragione delle forze argentine e a consentire il passaggio della flotta.
Dopo la battaglia di Caseros del 1852 che segnò la caduta di Rosas, Mansilla si recò in esilio in Francia dove fu accolto amichevolmente da Napoleone III. Rientrò in Argentina una volta terminate le proscrizioni contro i rosisti.
Morì durante l'epidemia di febbre gialla che devastò Buenos Aires nel 1871.